# Lom u Tachova
Lom u Tachova (německy Lohm) je obec v okrese Tachov v Plzeňském kraji. Leží na železniční trati Tachov - Planá, asi pět kilometrů severovýchodně od Tachova. Žije zde 506 obyvatel.
V obci je základní škola (tři ročníky), podniková prodejna, hostinec, kadeřnictví, obchod, truhlářství. 

## Historie
První písemná zmínka o obci pochází z roku 1379.

## Obyvatelstvo
| Rok            | 1869 | 1880 | 1890 | 1900 | 1910 | 1921 | 1930 | 1950 | 1961 | 1970 | 1980 | 1991 | 2001 | 2011 | 2021 |
| -------------- | ---- | ---- | ---- | ---- | ---- | ---- | ---- | ---- | ---- | ---- | ---- | ---- | ---- | ---- | ---- |
| Počet obyvatel | 273  | 263  | 244  | 303  | 290  | 300  | 266  | 128  | 124  | 346  | 332  | 313  | 399  | 400  | 477  |
| Počet domů     | 36   | 38   | 41   | 45   | 46   | 47   | 50   | 34   | 29   | 29   | 32   | 39   | 46   | 53   | 91   |

## Obecní správa
Mezi lety 1869–1979 Lom u Tachova byl obcí v okrese Tachov. Od 1. ledna 1980 do 23. listopadu 1990 patřil jako část města k Tachovu a od 24. listopadu 1990 je opět samostatnou obcí.

### Obecní symboly
Znak a vlajka byly obci uděleny rozhodnutím předsedy Poslanecké sněmovny Parlamentu České republiky dne 8. června 2004.

## Pamětihodnosti
- Kaple na návsi
- Boží muka
- Pamětní kámen
- Socha svatého Jana Nepomuckého
- Smírčí kříž